# 尼亚拉

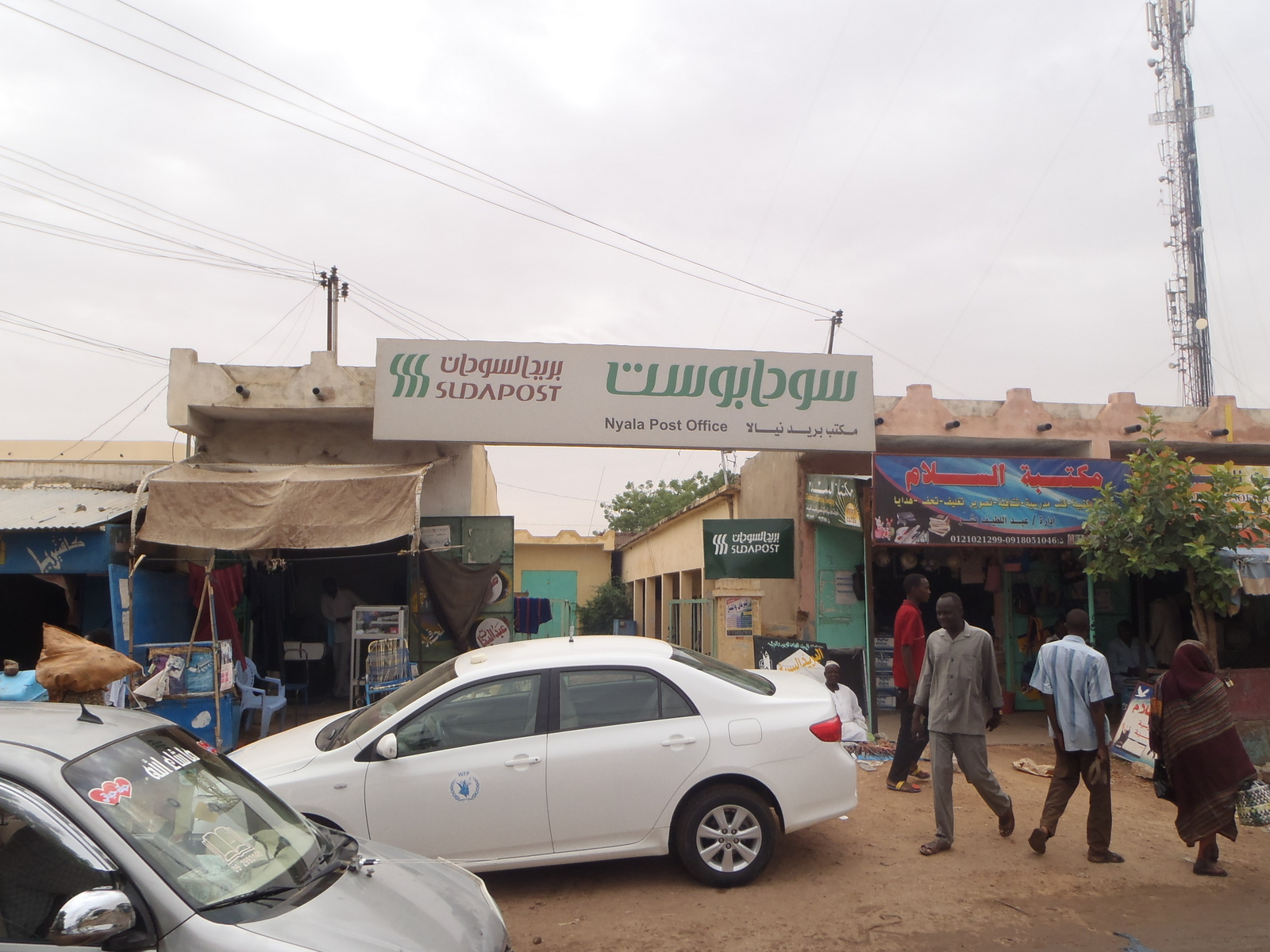
尼亚拉

尼亚拉（Nyala），苏丹共和国南达尔富尔省首府，该州最大城市，人口6.6万，当地公路、铁路和航空中心，阿拉伯胶的主要集散地之一。